# 섬멸전
섬멸전(殲滅戰)은 적군의 군사적 능력을 완전히 파괴시키는 군사전략이다. 전술적으로 적군의 의표를 찌르거나, 핵심적인 순간에 압도적 병력을 동원하거나, 기타 전투 도중 또는 전투 직전에 수행한 전술을 통해 섬멸전이 가능해진다.
섬멸전의 최종 목적은 적의 군사능력을 완전히 없애어 적군이 저항을 할 수 없게 만드는 것이다.

## 의의
고대와 고전 시대에는 대부분의 전투가 한 쪽의 전멸로 끝났다. 칸나에( Cannae ), 자마( Zama ) , 아드리아노 플( Adrianople) 전투가 유명하다. 그러나 르네상스 이후로 유럽에서는 '전멸 전쟁' 전략이 더 이상 사용되지 않게 되었다. 이러한 유럽에서의 전쟁의 가장 큰 예외는 나폴레옹의 보나파르트 전투에서 볼 수 있는데 , 현대적 의미의 '전멸전투'와 가장 밀접하게 연관되어 있으며, "나폴레옹 전멸전투"라는 용어가 때때로 사용된다. 아우스터리츠 전투는 현대 절멸 전투의 모범으로 자주 인용된다.
아우스터리츠(1805)와 예나(1806)에서 나폴레옹의 승리는 고전적인 절멸 전투의 예시로써 자주 인용된다. 나폴레옹 자신도 다시는 그러한 결정적인 결과를 얻을 수 없었다. 그의 적들이 그의 전술에 적응하기 시작했기 때문이다. 예를 들어, 보로디노 전투는 승리를 거두었지만 러시아 군대를 파괴하는 결과를 가져오지는 못했다.

## 같이 보기
- 파비우스 전략